# Хоттенбах
Хоттенбах (нем. Hottenbach) — община в Германии, в земле Рейнланд-Пфальц. 
Входит в состав района Биркенфельд. Подчиняется управлению Раунен.  Население составляет 621 человек (на 31 декабря 2010 года). Занимает площадь 11,21 км².